# Tramwaje w Mason City–Clear Lake
Tramwaje w Mason City–Clear Lake − zlikwidowany system komunikacji tramwajowej w Mason City i Clear Lake w Stanach Zjednoczonych, działający w latach 1897−1936.

## Historia
3 lipca 1897 otwarto linię tramwajową łączącą Mason City z Clear Lake przez Emery. Linia tramwaju elektrycznego o długości 24 km posiadała szerokość toru wynoszącą 1435 mm. Do czasu wielkiego kryzysu na linii utrzymywały się duże przewozy. Linię dla ruchu pasażerskiego zamknięto 30 sierpnia 1936. Ruch towarowy prowadzony jest do dzisiaj.